# Первомайский (Западнодвинский район)
Первомайский — посёлок в Западнодвинском районе Тверской области. Входит в состав Бенецкого сельского поселения.

## География
Посёлок находится на обеих берегах реки Западная Двина. Расположен в 40 километрах к юго-западу от районного центра, города Западная Двина и в 15 километрах к югу от центра сельского поселения, села Бенцы. Ближайшие населённые пункты — деревни Векошане и Шишово.

## История
В 1941 — 1942 годах в окрестностях посёлка активно действовали партизаны, в 1943 — 1945 в Первомайском работал военно-восстановительный завод. В 1950-е годы на территории округа была Первомайская моторно-тракторная станция.
По состоянию на 1997 год в посёлке имелось 62 хозяйства и проживало 205 человек. В Первомайском находилась отделение связи, дом культуры, библиотека, средняя школа, детский сад, фельдшерско-акушерский пункт и магазин.
До 2005 года посёлок был административным центром Первомайского сельского округа. С 2005 года в связи с упразднением округа вошёл в состав Бенецкого сельского поселения.

## Население
| 2010 |
| ---- |
| 101  |

В 2002 году население посёлка составляло 155 человек (население всего Первомайского округа — 386 человек).
Национальный состав
Согласно результатам переписи 2002 года, в национальной структуре населения русские составляли 99 % от жителей.